# Coelogyne imbricans
Coelogyne imbricans är en orkidéart som beskrevs av Johannes Jacobus Smith.
Coelogyne imbricans ingår i släktet Coelogyne och familjen orkidéer. Inga underarter finns listade i Catalogue of Life.